# 지미 우
지미 우(영어: Jimmy Woo)는 마블 코믹스가 발간한 미국 만화책에 등장하는 비밀 요원 캐릭터이다. EC 코믹스의 작가 앨 펠드스타인와 아티스트 조 매닐리가 창작하였으며, 중국계 미국인 캐릭터로 옐로 클로 #1 (1956년 10월)에 처음 등장하였다.
마블 시네마틱 유니버스에서는 랜들 박이 연기하였다. 《앤트맨과 와스프》에서 스콧 랭의 집행 유예를 관리하는 FBI 국장으로 출연하였으며, 디즈니+의 드라마 《완다비전》에 출연할 예정이다.

## 다른 매체

### 텔레비전
- 《어벤저스: 지구 최강의 영웅들》에서 지미 우의 목소리 연기는 놀런 노스가 맡았다.[2]
- 《에이전트 오브 쉴드》에서 멜린다 메이의 휴대전화 연락처에서 자주 볼 수 있는 연락처 중 하나로 나온다.[3]
- 공개 예정인 《완다비전》에서 영화 《앤트맨과 와스프》에 이어 랜들 박이 연기한다.[4]

### 영화
- 《앤트맨과 와스프》에서 랜들 박이 연기하였다.[5]

### 비디오 게임
- 《마블 히어로즈》에서 제임스 시가 목소리를 연기하였다.[6]